# William Allen Egan
Pour les articles homonymes, voir Egan.
William Allen Egan, né le 8 octobre 1914 à Valdez et mort le 6 mai 1984 à Anchorage, est un homme politique démocrate américain. Il est gouverneur de l'Alaska entre 1959 et 1966, puis entre 1970 et 1974.

## Sources
- (en) Cet article est partiellement ou en totalité issu de l’article de Wikipédia en anglais intitulé « William Allen Egan » (voir la liste des auteurs).